# 溝江氏
溝江氏（みぞえし）は、越前国を拠点とした豪族。戦国時代における溝江氏の資料は少なく、系譜も明かではない。

## 概要
出自は不明である。一般的には朝倉英林孝景以前の古い朝倉氏庶流が、先祖代々住む溝江郷にちなんで称したものといわれてきた。ところが、その溝江郷は文正元年（1466年）まで甲斐氏が守護代として領有しており、その代官には織田氏が任じられている。すなわち、甲斐氏が勢威を保っている段階で朝倉氏の庶流が溝江郷に入部して郷名を名乗ることは考えられないのである。そのため溝江氏の一族は、おそらく朝倉氏との抗争で甲斐氏が没落した後に、朝倉氏の一族が代官として溝江郷に配されたのであろうと考えられている。
溝江一族は歴史的資料が少ないながらも、『大乗院寺社雑事記』には溝江郷代官として景遠、景栄、彦次郎、虎市などの名が散見され、代々溝江城の主だったことを記録している。また溝江一族は、朝倉家の家臣の中でも代々その地位は高く、永禄11年（1569年）には年寄衆として数えられ、室町幕府15代将軍・足利義昭の朝倉館御成のとき「朝倉同名衆御礼披申次第」に列席している。
天正元年8月（1573年9月）の一乗谷城の戦いで主君の朝倉義景が織田信長に滅ぼされると、溝江景逸・長逸父子は信長に降伏して所領を安堵されるが、翌年には加賀・越前一向一揆に居城の金津城を落とされ、一族郎党30余人が自害した。その後、難を逃れた長逸の子・長氏は織田家と豊臣政権に仕えて家を再興し、金津城主に復帰して1万石余の大名となった。しかし、長氏の子・長晴は慶長5年（1600年）の関ヶ原の戦いで西軍に属し、浅井畷の戦いに参加するも前田利長に降伏して改易され、浪人となる。長晴は寛永5年（1628年）に井伊直孝の家臣となり、以後溝江氏は彦根藩士として近代まで続いた。